# Li Hongli
Li Hongli (chinesisch 李宏利, Pinyin Lǐ Hónglì, * 26. Dezember 1980 in Jiangmen, Provinz Guangdong, Volksrepublik China) ist ein chinesischer Gewichtheber. Er gewann bei den Olympischen Spielen 2008 eine Silbermedaille und war 2005 Weltmeister, jeweils im Mittelgewicht.

## Werdegang
Li Hongli begann im Alter von 10 Jahren an der Jiangmen Sportschule mit dem Gewichtheben. 1993 wurde er in das Guangdong Provinz-Sport-Kolleg aufgenommen und 1994 auch in das Guangdong Provinzteam. 2002 erfolgte dann die Aufnahme in das chinesische Nationalteam der Männer. Dort wurde er von Chen Wenbin, einen der erfahrensten chinesischen Gewichtheber-Trainer trainiert.
Er war jedoch schon vorher erfolgreich. 1999 wurde er in Savannah Junioren-Weltmeister im Mittelgewicht und schaffte dort bereits 352,5 kg (162,5–190) im Zweikampf. Er wurde noch im gleichen Jahr auch bei der Weltmeisterschaft der Senioren in Athen eingesetzt und kam dort im Mittelgewicht auf 345 kg (160–185), womit er in einem stark besetzten Feld den 15. Platz belegte. Sieger wurde Sayed Saelem Nayef aus Katar, bei dem es sich um den Bulgaren Petar Tanew handelte, der 370 kg (165–205) erreichte.
Im Jahre 2000 startete Li Hongli bei der Asien-Meisterschaft in Ōsaka. Er musste dort aber das Lehrgeld bezahlen, das schon viele Gewichtheber bezahlen mussten, die in einer Disziplin ihr Anfangsgewicht zu hoch wählten. Er schaffte im Reißen 160 kg dreimal nicht und erreichte somit kein Zweikampfergebnis, weswegen er unplatziert blieb. Bei den Olympischen Spielen 2000 in Sydney wurde er nicht eingesetzt. 2001 wurde er erstmals chinesischer Meister im Mittelgewicht (Zweikampf). Einen weiteren chinesischen Meistertitel im Zweikampf errang er nur noch im Jahre 2005.
Bei den Asien-Spielen 2002 in Busan schaffte Li Hongli im Reißen mit 173 kg einen neuen Weltrekord im Mittelgewicht. Im Stoßen unterliefen ihm aber bei dem enorm hohen Anfangsgewicht von 197,5 kg wiederum drei Fehlversuche, so dass er bei dieser Meisterschaft erneut ohne Zweikampf-Resultat unplatziert blieb. Bei der Weltmeisterschaft dieses Jahres in Warschau erzielte er im Zweikampf 365 kg (172,5–192,5). Dieses Ergebnis reichte aber nur zum 4. Platz hinter Georgi Markow aus Bulgarien, 370 kg, Oleg Perepetschenow, Russland, 367,5 kg u. Mohamed Hossein Barkah, Iran, 365 kg.
Im Jahre 2003 gewann Li Hongli bei der Weltmeisterschaft in Vancouver mit dem 3. Platz seine erste Zweikampf-Medaille bei einer Weltmeisterschaft. Ihm genügten dazu 352,5 kg (162,5–190), mit denen er hinter Mohammad Nejad Falahati, Iran, 357,5 kg u. Reyhan Arabacıoğlu, Türkei, 355 kg, blieb. Bei der Asien-Meisterschaft 2004 in Almaty belegte er mit 360 kg (165–195) im Zweikampf den 2. Platz hinter Sergei Filimonow aus Kasachstan, 370 kg, vor Zhan Xugang, China, 350 kg. Bei den Olympischen Spielen 2004 in Athen wurde er wiederum nicht eingesetzt.
Im Jahre 2005 gelang Li Hongli dann in Doha endlich ein Titelgewinn im Zweikampf bei einer Weltmeisterschaft. Er wurde in Doha Weltmeister mit 361 kg (165–196) und siegte mit dieser Leistung überlegen vor Sebastian Dogariu aus Rumänien, der auf 353 kg kam. Im Jahre 2006 siegte er dann auch bei den Asien-Spielen in Doha im Mittelgewicht mit 361 kg (165–196) vor dem Südkoreaner Lee Jeong-jae, 341 kg. Seinen Weltmeistertitel konnte er im Jahre 2006 in Santo Domingo in der Dominikanischen Republik allerdings nicht verteidigen. Er erzielte dort 359 kg (167–192) und kam hinter Taner Sagir aus der Türkei, der 361 kg erzielte auf den 2. Platz.
Im Jahre 2007 erzielte Li Hongli bei der Weltmeisterschaft in Chiangmai/Thailand im Mittelgewicht wiederum 361 kg (166–195) und belegte damit hinter dem Überraschungssieger Iwan Stoizow, Bulgarien, 363 kg u. Geworg Dawtjan aus Armenien, 362 kg, den 3. Platz. Obwohl er, wie aus den Ergebnissen der Jahre 2006 und 2007 zu ersehen ist, in seinen Leistungen stagnierte, wurde Li Hongli auch bei den Olympischen Spielen 2008 in Peking eingesetzt. Er erzielte dort 366 kg (168–198) und sah schon wie der sichere Olympiasieger aus, weil er nach dem Reißen 5 kg vor seinem gefährlichsten Rivalen Sa Jae-Hyouk aus Südkorea lag. Dieser schaffte jedoch im Stoßen mit 203 kg 5 kg mehr als Li und fing diesen damit noch ab, weil er im Körpergewicht etwas leichter als dieser war. Li Hongli musste sich deshalb mit der Silbermedaille zufriedengeben.
Nach 2008 war Li Hongli bei keiner weiteren internationalen Meisterschaft mehr am Start. Seine internationale Gewichtheber-Karriere, die über 10 Jahre ging, war jedoch für einen chinesischen Gewichtheber ungewöhnlich lang.

## Internationale Erfolge
| Jahr | Platz  | Wettbewerb                      | Gewichtsklasse | |
| 1999 | 1.     | Junioren-WM in Savannah/USA     | Mittel         | mit 352,5 kg (162,5–190), vor Radik Petrosjan, Armenien, 335 kg u. Oscar Chaplin, USA, 335 kg                                                               |
| 1999 | 15.    | WM in Athen                     | Mittel         | mit 345 kg (160–185); Sieger: Badr Salem Nayef (Petar Tanew), Katar, 370 kg (165–205), vor Viktor Mitrou, Griechenland, 370 kg (165–205)                    |
| 2000 | unpl.  | Asien-Meisterschaften in Ōsaka  | Mittel         | nach 3 Fehlversuchen im Reißen, im Stoßen erzielte er 190 kg; Sieger: Zhan Xugang, China, 365 kg                                                            |
| 2002 | unpl.  | Asien-Spiele in Busan           | Mittel         | nach 3 Fehlversuchen im Stoßen; im Reißen erzielte er mit 173 kg einen neuen Weltrekord; Sieger: Sergei Filimonow, Kasachstan, 375 kg (172,5–202,5)         |
| 2002 | 4.     | WM in Warschau                  | Mittel         | mit 365 kg (17,5–192,5), hinter Georgi Markow, Bulgarien, 370 kg (170–200), Oleg Perepetschenow, Russland, 367,5 kg u. Mohamed Hossein Barkah, Iran, 365 kg |
| 2003 | 3.     | WM in Vancouver                 | Mittel         | mit 352,5 kg (162,5–190), hinter Mohammad Nejad Falahati, Iran, 357,5 kg (155–202,5) u. Reyhan Arabacıoğlu, Türkei, 355 kg (160–195)                        |
| 2004 | 2.     | Asien-Meisterschaften in Almaty | Mittel         | mit 360 kg (165–195), hinter Sergej Filimonow, 370 kg, vor Zhan Xugang, China, 350 kg                                                                       |
| 2005 | 1.     | WM in Doha                      | Mittel         | mit 361 kg (165–196), vor Sebastian Dogariu, Rumänien, 353 kg u. Abbas Nader Sufyan (Angel Iwanow), Qatar, 351 kg                                           |
| 2006 | 1.     | Asien-Spiele in Doha            | Mittel         | mit 361 kg (166–195), vor Lee Jeong-jae, Südkorea, 341 kg u. Ali Harem, Irak, 341 kg                                                                        |
| 2006 | 2.     | WM in Santo Domingo             | Mittel         | mit 359 kg (167–192), hinter Taner Sagir, Türkei, 361 kg, vor Ara Chatschatrjan, Armenien, 357 kg                                                           |
| 2007 | 3.     | WM in Chiangmai                 | Mittel         | mit 361 kg (166–195), hinter Iwan Stoizow, Bulgarien, 363 kg (158–205) u. Geworg Dawtjan, Armenien, 362 kg                                                  |
| 2008 | Silber | OS in Peking                    | Mittel         | mit 366 kg (168–198), hinter Sa Jae-Hyouk, Südkorea, 366 kg (163–203), vor Geworg Dawtjan, 360 kg                                                           |

## WM-Einzelmedaillen
(alle im Mittelgewicht)
- WM-Goldmedaillen: 2002/Reißen – 2003/Reißen – 2005/Reißen – 2005/Stoßen – 2006/Reißen – 2007/Reißen

## Weltrekorde
| Zeitpunkt | Ort   | Disziplin | Gewichtsklasse | Leistung |
| 2002      | Busan | Reißen    | Mittel         | 173 kg   |

## Erläuterungen
- alle Wettkämpfe im Zweikampf, bestehend aus Reißen und Stoßen,
- OS = Olympische Spiele,
- WM = Weltmeisterschaft,
- Mittelgewicht, bis 77 kg Körpergewicht,
- seit 1988 gelten die Ergebnisse bei Olympischen Spielen nicht mehr als Weltmeisterschaften